# Chvalnov-Lísky
Chvalnov-Lísky è un comune della Repubblica Ceca facente parte del distretto di Kroměříž, nella regione di Zlín.